# Thalassiopsis vachoni
Thalassiopsis vachoni là một loài nhện trong họ Pisauridae.
Loài này thuộc chi Thalassiopsis. Thalassiopsis vachoni được Carl Friedrich Roewer miêu tả năm 1955.